# Dendropsophus mathiassoni
Dendropsophus mathiassoni es una especie de anfibios de la familia Hylidae. Es endémica de Colombia.
Sus hábitats naturales incluyen sabanas secas, zonas de arbustos, marismas de agua dulce, corrientes intermitentes de agua, pastos, jardines rurales, estanques, tierras de irrigación, zonas agrícolas inundadas, canales y diques.